# Gauna
A gauna egy észak-indiai szokás és egy szertartás a házasság beteljesülésére.
A gyermekházassággal együtt járó szokás. Az ünnepségre néhány évvel a házasságkötés után kerül sor. A házasságkötés után a menyasszony a szülői házban marad. A házasság olyan, mint egy rituális jegyesség, a házastársi élet csak a gauna után kezdődik. A gauna után az ifjú feleség elhagyja a szülői házat, és elköltözik a férje családjához.

## A populáris kultúrában
Rengeteg indiai tv-sorozat foglalkozik a gyermekházasság témájával. Például A kis menyasszony (Balika Vadhu) című indiai sorozat dolgozza fel, amelyet 2016 őszén kezdett el sugározni az RTL Klub.